# 章丹甘榜
章丹甘榜（英語：Jantan Village）是砂拉越伦乐县的一个小村落，约有70户人家。章丹甘榜离印尼边境约6公里远，隔壁一座村庄叫章卡甘榜。
在村里最热的月份是五月，温度平均31摄氏，而一月是最凉爽的，平均22摄氏。
章丹甘榜附近有一个著名的瀑布叫章卡瀑布（Jangkar Waterfall），是古晋省里最高的瀑布。游客要到章卡瀑布必须步行约45分钟的路程，而此村便是到章卡瀑布的起点。一路上会经过可可园，橡胶园和树林。章卡瀑布的河水会经过村里，也是村裡人的水源。